# Yoshishige Yoshida
Yoshishige Yoshida (jap. 吉田 喜重, Yoshida Yoshishige, häufig auch Yoshida Kijū gelesen; * 16. Februar 1933 in Fukui, Präfektur Fukui; † 8. Dezember 2022) war ein japanischer Filmregisseur und Drehbuchautor.

## Lebensweg
Yoshida begann seine Filmlaufbahn nach dem Studium an der Universität Tokio Ende der 1950er Jahre bei den Studios Shōchiku. Mit Nagisa Ōshima und Masahiro Shinoda drehte er dort 1960 den Film Rokudenashi (Good for Nothing). Es folgten Arashi o Yobu Juhachinin (Eighteen Who Cause a Storm, 1963) und Nihon Dasshutsu (Escape from Japan, 1964). 
Er gründete dann eine eigene Produktionsfirma, Gendai Eigasha, wo einige seiner wichtigsten Filme entstanden, darunter Hono to Onna (Impasse, 1966) und Joen (The Affair, 1967). In Zusammenarbeit mit der Art Theatre Guild entstand 1970 der Film Eros + Gyakusatsu (Eros+Massacre). Hauptrollen in diesen Filmen spielte meist seine Frau, die Schauspielerin Mariko Okada. 
Nach Kaigenrei (Coup d’Etat, 1973) pausierte Yoshida mehr als zehn Jahre als Regisseur. 1986 kehrte er mit Ningen no Yakusoku (The Promise, 1986), einem Film über das Thema Euthanasie, zurück, dem Arashigaoka (Wuthering Heights, 1988). Nach einer weiteren Pause drehte er mit Kagami no Onnatachi (Women in the Mirror, 2002) seinen letzten Film. 
Für die meisten seiner Filme schrieb Yoshida auch die Drehbücher. Zudem verfasste er seit den 1950er Jahren zahlreiche Essays zu Filmthemen und Filmkritiken. Für die Produktion Ozu Yasujirō no Han Eiga (1988; englisch: Ozu's Anti-Cinema) wurde er mit dem Ordre des Arts et des Lettres ausgezeichnet.
Er starb am 8. Dezember 2022 im Alter von 89 Jahren.